# Zaanstreek

Antica bandiera della regione, ora utilizzata dal comune di Zaanstad

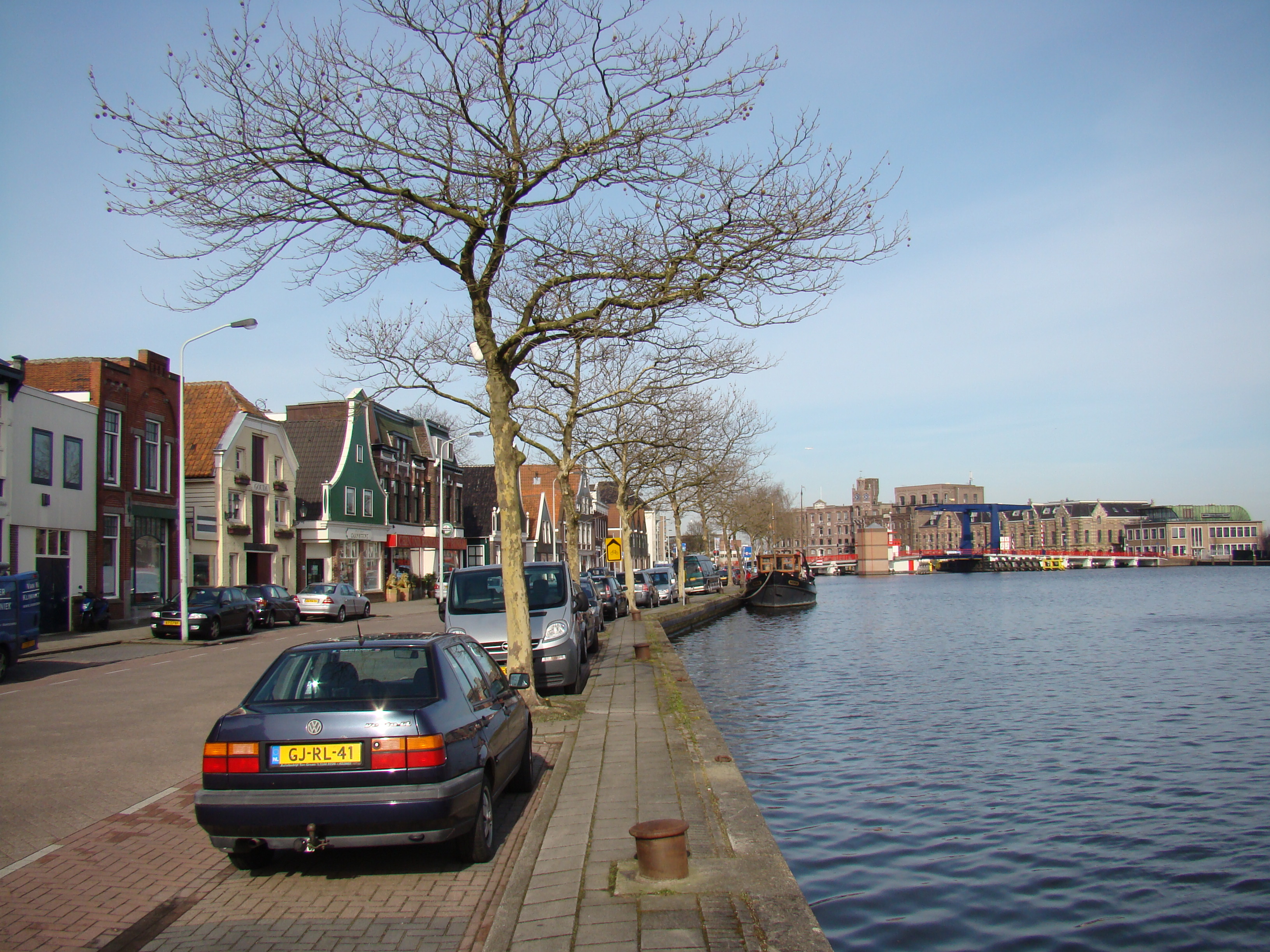
La Zaan, il fiume che dà il nome alla regione

Zaanstreek ("Regione della Zaan") è il nome di una regione geografica (streek) della provincia dell'Olanda Settentrionale, nel nord-ovest dei Paesi Bassi.  Prende il nome dal fiume Zaan, lungo il quale sorgono alcune località della regione.
Costituisce il territorio industrializzato più antico d'Europa.
Gli abitanti della regione sono chiamati Zaankanter.

## Geografia

### Collocazione
La Zaanstreek si trova poco a nord di Amsterdam e si estende ad est e ad ovest del corso del fiume Zaan. Confina con la regione del Waterland.

### Comuni
Gran parte della regione è occupata dal territorio della municipalità di Zaanstad.
Altri comuni situati in questa regione sono Oostzaan e Wormerland.

### Località
Dello Zaanstreek fanno parte le seguenti località:
- Assendelft
- Jisp
- Koog aan de Zaan
- Krommenie
- Markenbinnen
- Oostknollendam
- Oostzaan
- Westknollendam
- Westzaan
- Wormer
- Wormerveer
- Zaandam
- Zaandijk

## Luoghi d'interesse
- Zaanse Schans

## Feste & Eventi
- Truckrun Zaanstreek (in settembre)[1]